# Marokko op de Olympische Winterspelen 1984
Tijdens de Olympische Winterspelen van 1984, die in Sarajevo (Joegoslavië) werden gehouden, nam Marokko voor de tweede keer deel.

## Deelnemers en resultaten

### Alpineskiën
| Olympiër            | Discipline       | Resultaat | Prestatie                          |
| ------------------- | ---------------- | --------- | ---------------------------------- |
| Ahmed Ait Moulay    | reuzenslalom (m) | 73e       | 3.57,95 (+1.16,77) 1.54,54+2.03,41 |
| Ahmed Ait Moulay    | slalom (m)       | 44e       | 2.43,25 (+1.03,84) 1.24,80+1.18,45 |
| Brahim Ait Sibrahim | reuzenslalom (m) | dnf-2     | opgave run 2                       |
| Brahim Ait Sibrahim | slalom (m)       | dnf-2     | opgave run 2                       |
| Ahmad Ouachit       | reuzenslalom (m) | 64e       | 3.42,11 (+1.00,93) 1.45,17+1.56,94 |
| Ahmad Ouachit       | slalom (m)       | 38e       | 2.23,38 (+43,97) 1.13,04+1.10,34   |
| Hamid Oujebbad      | reuzenslalom (m) | 74e       | 4.06,69 (+1.25,51) 1.58,13+2.08,56 |

Andorra · Argentinië · Australië · België · Bolivia · Bondsrepubliek Duitsland · Britse Maagdeneilanden · Bulgarije · Canada · Chili · China · Chinees Taipei · Costa Rica · Cyprus · Duitse Democratische Republiek · Egypte · Finland · Frankrijk · Griekenland · Groot-Brittannië · Hongarije · IJsland · Italië · Japan · Joegoslavië · Libanon · Liechtenstein · Marokko · Mexico · Monaco · Mongolië · Nederland · Nieuw-Zeeland · Noord-Korea · Noorwegen · Oostenrijk · Polen · Puerto Rico · Roemenië · San Marino · Senegal · Sovjet-Unie · Spanje · Tsjecho-Slowakije · Turkije · Verenigde Staten · Zuid-Korea · Zweden · Zwitserland